# Аренберг-Меппен
Герцогство Аренберг-Меппен (нем. Herzogtum Arenberg-Meppen) — крохотное германское государство эпохи Наполеоновских войн, пришедшее на смену Аренбергскому герцогству после роспуска Священной Римской империи в 1803 году и просуществовавшее до 1810 года. Управлялось княжеским домом Аренбергов. Площадь их владений составляла (на 1815 год) 3 178 км², число подданных — 59 тысяч человек (на 1815). К 1840 году в трёх областях, ранее составлявших территорию герцогства — Меппене, Рекклингхаузене и Дюльмене проживало уже более 90 тысяч человек.

## История
Герцогство Аренберг-Меппен было образовано в 1803 году решением Верховного собрания Священной Римской империи как компенсация Аренбергам (в лице герцога Людвига Энгельберта фон Аренберга) за утраченные ими в пользу Франции территории в 1794—1801 годах на левобережье Рейна и в Эйфеле.
В состав нового герцогства Аренберг-Меппен вошли амт Меппен в Эмсланде и Фест-Рекклингхаузен в Рурской области, а также район Дюльмена в Мюнстерланде. В 1806 году Аренберг-Меппен во главе с сыном Людвига Энгельберта, Проспером Людвигом фон Аренбергом, становится членом Рейнского союза.
В 1808 году в герцогстве была отменена личная крепостная зависимость. В 1809 году в качестве основного закона в герцогстве вводится кодекс Наполеона. Главным городом Аренберг-Меппена становится Рекклингхаузен, его штатгальтером — граф фон Вестерхольт. В конце 1809 г. почтовая служба герцогства перешла под управление ведомства соседнего Великого герцогства Берг.
Герцог Аренберг-Меппена участвовал в наполеоновских войнах на стороне французов. Он на свои средства организовал отряд пехотинцев в 379 человек и лёгкий кавалерийский отряд. Во время Испанского похода Проспер Людвиг был тяжело ранен и попал в плен к англичанам, из которого освободился лишь в 1814 году.
В 1810 году по указанию Наполеона территория Аренберг-Меппена была аннексирована французами. Часть его — а именно Меппен и Дюльмен были присоединены к Франции, а Рекклингхаузен в 1811 году передан герцогству Бергскому. После поражения Наполеона в битве под Лейпцигом в 1813—1815 годах Аренберг-Меппен управлялся союзным военным командованием.

## Утрата самостоятельности
По решению Венского конгресса в 1815 году владения в границах прежнего герцогства возвращались в личное владение Аренбергов, однако лишалось своей политической самостоятельности: район Рекклингхаузена и Дюльмена переходил под верховную власть Пруссии, а Меппен был приписан к Ганноверу. Таким образом, Аренберги фактически подверглись медиатизации. В 1824 году прусским судом как компенсация за утрату Рекклингхаузена герцогу была присуждена пожизненная пенсия в 13 500 талеров.
В ганноверской части с 1826 года район Меппена вновь стал официально называться герцогством Аренберг-Меппен. Герцог на его территории мог пользоваться определёнными правами самоуправления — он ведал судебной системой, школами и полицией. На территории герцогства работали также только чиновники из местного населения. В 1866 году Ганновер был присоединён к Пруссии, и в 1875 году Аренберг-Меппен был лишён последних рудиментов былой самостоятельности.